# 克劳利 (科罗拉多州)
克劳利（英語：Crowley），是美国科罗拉多州克罗利县下属的一座城市。建市于1921年10月10日，面积大约为0.225平方英里（0.584平方公里）。根据2010年美国人口普查，该市有人口176人。2011年估计该市有人口178人，相比2010年人口增长率为1.14%。同时，论人口该市是科罗拉多州第238大城市。